# Câmara Municipal de Nova Iguaçu
Câmara Municipal de Nova Iguaçu é o órgão legislativo do município de Nova Iguaçu. Foi instalada para sua primeira legislatura em 29 de julho de 1833, tendo como presidente, o então barão do Guandú, Ignácio Antonio de Souza Amaral. O câmara era composta por 7 vereadores, porém com mudanças na legislação municipal seu número aumentou para 29 vereadores.
Em 2014 a Câmara Municipal aprovou emenda que reduzia o número de vereadores (de 29 para 21), a partir de 1 de janeiro de 2017. A emenda aprovada alterou o parágrafo 2º da Lei Orgânica Municipal, porém em 2016 foi aprovado o projeto de lei para diminuir ainda mais o número de vereadores (corte para 17 parlamentares).
Em 19 de setembro de 2023, foi aprovado um Projeto de Emenda à Lei Orgânica da cidade aumentando o número de vereadores para 23 a partir da legislatura seguinte (2025-2028).

## Vereadores eleitos nas eleições de 2016 (2017–2020)
Na legislatura 2017-2020, havia 17 vereadores, distribuídos em onze partidos dos trinta e cinco partidos políticos do Brasil, sendo do PMDB a maior bancada.
| Partido | Nome                   | Votação | Votação     | Votação          | Observação |
| Partido | Nome                   | Total   | Porcentagem | Variação de 2012 | Observação |
| ------- | ---------------------- | ------- | ----------- | ---------------- | --- |
| MDB     | Mauricio Morais        | 8.980   | 2,49%       | 4.223            | |
| MDB     | Juninho do Pneu        | 6.871   | 1,90%       | 3.992            | Foi eleito deputado federal pelo Estado do Rio de Janeiro, assumindo o suplente Vagner Mateus dos Santos (Vaguinho Neguinho, MDB). |
| MDB     | Fabinho Maringá        | 6.243   | 1,73%       | 2.193            | |
| PTB     | Alcemir Gomes          | 6.038   | 1,67%       | 1.499            | |
| PTB     | Carlão Chambarelli     | 5.746   | 1,59%       | 2.457            | |
| PR      | Alexandre da Padaria   | 3.471   | 0,96%       | 2.246            | |
| PR      | Paulinho da Padaria    | 3.235   | 0,90%       | 1.168            | |
| PDT     | Rogério Vilanova       | 3.161   | 0,88%       | 458              | |
| PDT     | Li Só Alegria          | 3.068   | 0,85%       | 1.332            | |
| PTC     | Carlinho Bnh           | 3.079   | 0,85%       | Não concorreu    | |
| PTC     | Renata da Telemensagem | 2.875   | 0,80%       | 1.530            | |
| DEM     | Renato do Mercado      | 5.441   | 1,51%       | 3.049            | |
| PRP     | Fernandinho Moquetá    | 5.300   | 1,47%       | 2.234            | |
| PROS    | Dr. Cacau              | 4.271   | 1,18%       | 868              | |
| PSC     | Felipinho Ravis        | 3.891   | 1,08%       | Não concorreu    | |
| PPS     | Marcelo Lajes          | 3.496   | 0,97%       | 968              | |
| PC do B | Camu                   | 3.095   | 0,86%       | 1.967            | |

## Mesa Diretora 2019-2020[8]
| Nome                                            | Partido     | Função             |
| ----------------------------------------------- | ----------- | ------------------ |
| Felipe Rangel Garcia (Felipinho Ravis)          | PSC         | Presidente         |
| Mauricio Morais Lopes (Mauricio Morais)         | MDB         | 1° Vice-Presidente |
| Renato Gomes Corrêa (Renato Do Mercado)         | DEM         | 2° Vice-Presidente |
| Rogério Bastos Reis (Rogério Vilanova)          | PDT         | 3° Vice-Presidente |
| Fábio José de Freitas Santos (Fabinho Maringá)  | MDB         | 1° Secretário      |
| Carlos Alberto Ribeiro da Silva (Carlinhos Bnh) | sem partido | 2° Secretário      |
| Aguinaldo Barboza Peixoto (Camu)                | PC do B     | 3° Secretário      |